# Ruth Brown (auteure)
Pour les articles homonymes, voir Ruth Brown et Brown.
Ruth Brown, née en mai 1941 dans le Devon, est une auteure et illustratrice britannique en littérature jeunesse.

## Biographie

### Enfance, famille et formation
Ruth Brown naît en mai 1941 dans le Devon. Sa famille a déménagé en Allemagne en 1947 à Francfort, puis à Cologne, et est revenue en Angleterre, à Bournemouth.
Ruth Brown bénéficie d'une formation à la Birmingham Art School, où elle rencontre son futur époux, l'illustrateur Ken Brown. Elle étudie ensuite à Londres au Royal College of Art à partir de 1961. Leurs deux fils sont également artistes plasticiens. 

### Parcours professionnel et littéraire
Ruth Brown travaille d'abord pour la BBC autour d'émissions de télévision pour le jeune public. Puis elle écrit et illustre ses premiers livres pour enfants : son premier album Crazy Charlie, est publié en 1979.
En 2002, elle obtient le Prix Sorcières, catégorie tout-petits, pour Dix petites graines chez Gallimard Jeunesse. Elle est également sélectionnée plusieurs fois pour la médaille Kate-Greenaway, notamment en 1988, 1996, 2000 et 2022,,,.
Ses travaux d'illustrations sont essentiellement à la peinture acrylique, parfois à l'aquarelle, et sur des thèmes autour de la nature, , des animaux,, souvent les chats,.
En 2022, elle vit et travaille toujours à Londres.
En 2025, deux de ses ouvrages font partie de la « Bibliothèque idéale » du Centre national de la littérature pour la jeunesse (BnF) : Une histoire sombre, très sombre qu'elle a écrit et illustré, et  La sorcière aux trois crapauds sur un texte de Hiawyn Oram, qu'elle a illustré.

## Publications
Liste non exhaustive

### Auteure et illustratrice
- (en) Crazy Charlie, 1979
- Une Histoire sombre, très sombre[16]  (1981)
- Une Histoire à vous mettre la tête à l'envers (1982)
- La vie de tous les jours (1985)
- Le Grand éternuement (1985)
- Le Petit chat de Noël (1987)
- Premières vacances (1987)
- Coccinelle, mon amie. - (1988)
- Ca ne va plus du tout !.   (1989)
- The World that Jack built (1990)
- J'ai descendu dans mon jardin. -  (1990)
- Nuit d'Orage. (1992)
- Crapaud, le héros.  (1996)
- Doudou[17]  (1997)
- La grenouille qui refusait d'être princesse (1999)
- Tiffou vit sa vie (2001)
- Dix petites graines[9], Gallimard jeunesse, 2001
- Le lion des hautes herbes (2002)
- Boule de Noël (2002)
- Le voyage de l'escargot (2003)
- Crapaud (2003)
- Le lion des hautes herbes (2004)
- (en) Night-time Tale[18], 2005
- Mon jardin en hiver[10] (2004)
- Tiffou vit sa vie (2004)
- Imaginer[19] (2006)
- L'homme aux oiseaux (2008)
- Chat caché ! (The Tale of two mice[20]), 2008
- Un chaton à la mer ![13] (Gracie the lighthouse cat) (2010)
- (en) Miko’s Magic Number[21], 2010
- Le grand éternuement (2010)
- Ouistiti et ses amis (2011)
- Dek greunenn vihan, Traduction de Ten seeds, en breton, par Maryvonne Berthoude , Ti-embann ar skolioù brezhonek-CRDP de Bretagne, 2012
- Une histoire sombre, très sombre, Traduction de : A dark, dark tale, Gallimard jeunesse, 2012
- Un istor teñval-tre, Traduction de A dark, dark tale, en breton, par Jean-Do Robin, TES-CRDP de Bretagne, 2012
- Crapaud, traduit de The tale of the monstrous toad, par Anne Krief, Gallimard jeunesse, 2013
- Black beauty, d'après Anna Sewell, Gallimard jeunesse, 2015
- (en) A Gallery of cats[14],[22], 2019
- Dix petits chiens[23] (Ten little dogs 2021), Gallimard jeunesse, 2022
- (en)  Eye spy[12], 2022

### Illustratrice
- Le géant de la forêt. - Jeanne Willis, 1993
- L'Ours. - Frances Thomas,1994
- L'Homme aux oiseaux. - Melvin Burgess, 2000
- La sorcière aux trois crapauds, de Hiawyn Oram ; traduit de The wise doll, par Pascale Jusforgues,: , Gallimard jeunesse, 2013

## Adaptations de son œuvre
- Une histoire sombre, très sombre, in Les trois brigands et autres histoires pour avoir peur, vidéo réalisée par Gene Deitch, Michael Sporn, Paul Gagne, bande originale de Ernest Troost, Jiri Kolafa, contenant des adaptations de Tomi Ungerer, Michael Foreman, Ruth Brown, James Stevenson, etc., Gallimard jeunesse, 1991, réédité en 1994